# 니콜라이 로바쳅스키
니콜라이 이바노비치 로바쳅스키(러시아어: Никола́й Ива́нович Лобаче́вский, 1792년 12월 1일 - 1856년 2월 24일)(그레고리력, 1792년 11월 20일 - 1856년 2월 12일)(율리우스력)은 러시아의 수학자이다. 비유클리드 기하학의 일종인 쌍곡 기하학을 발견했다.

## 같이 보기
- 1858 로바쳅스키